# Bupleurum angulosum
Bupleurum angulosum är en flockblommig växtart som beskrevs av Carl von Linné. Bupleurum angulosum ingår i släktet harörter, och familjen flockblommiga växter. Inga underarter finns listade i Catalogue of Life.

## Bildgalleri

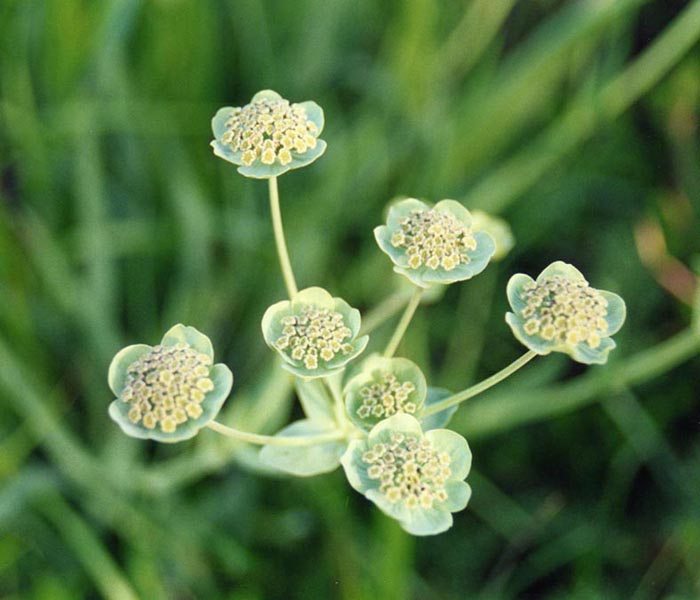
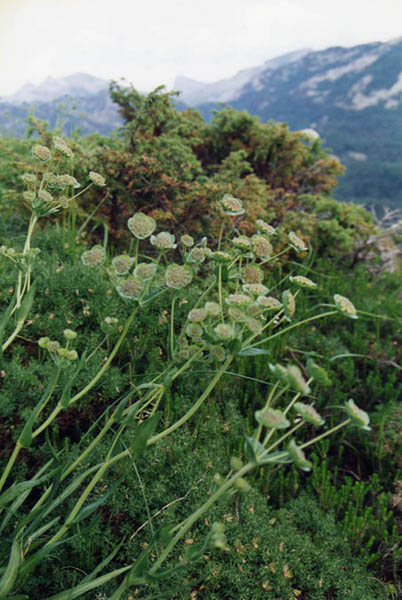
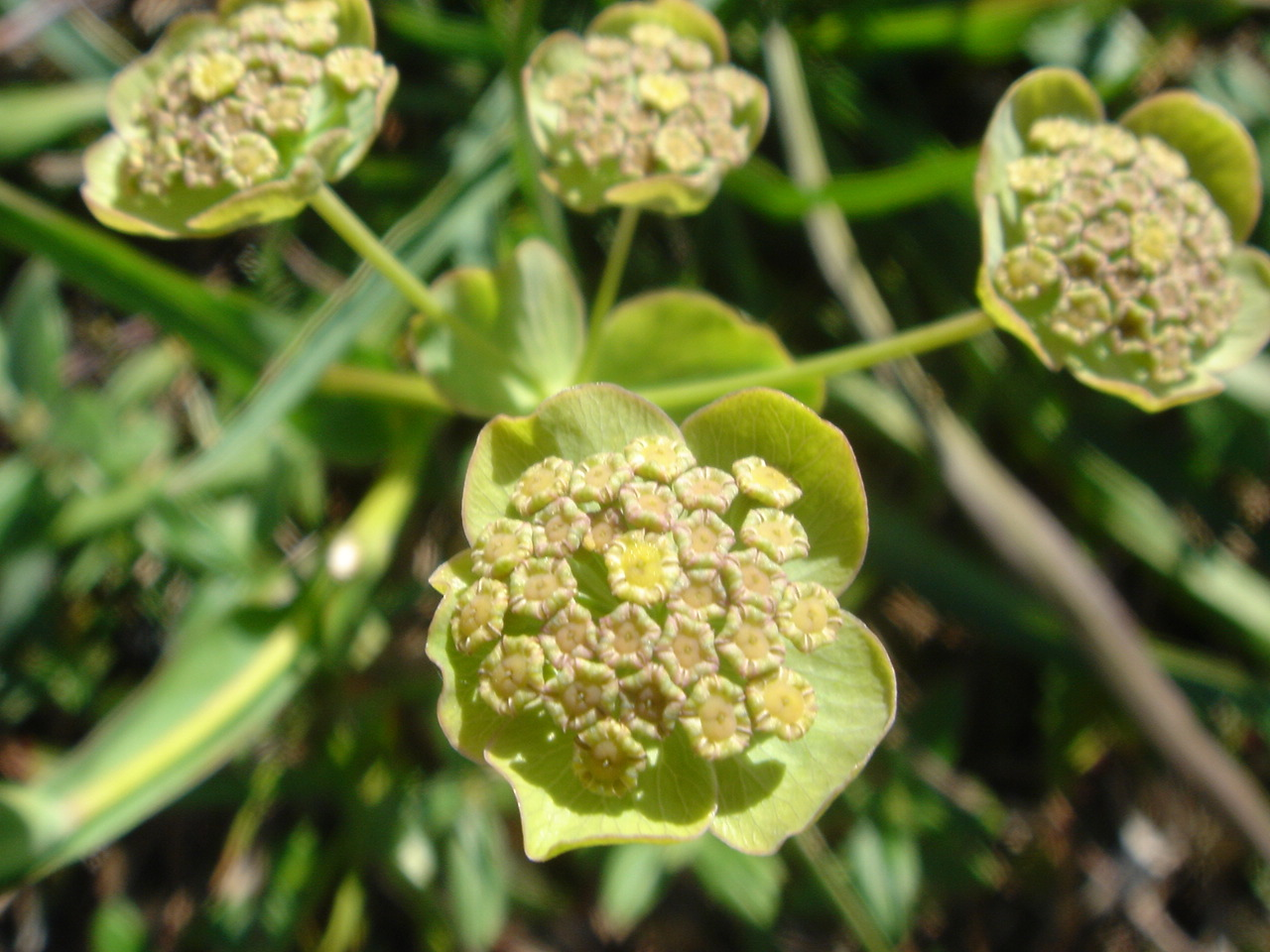
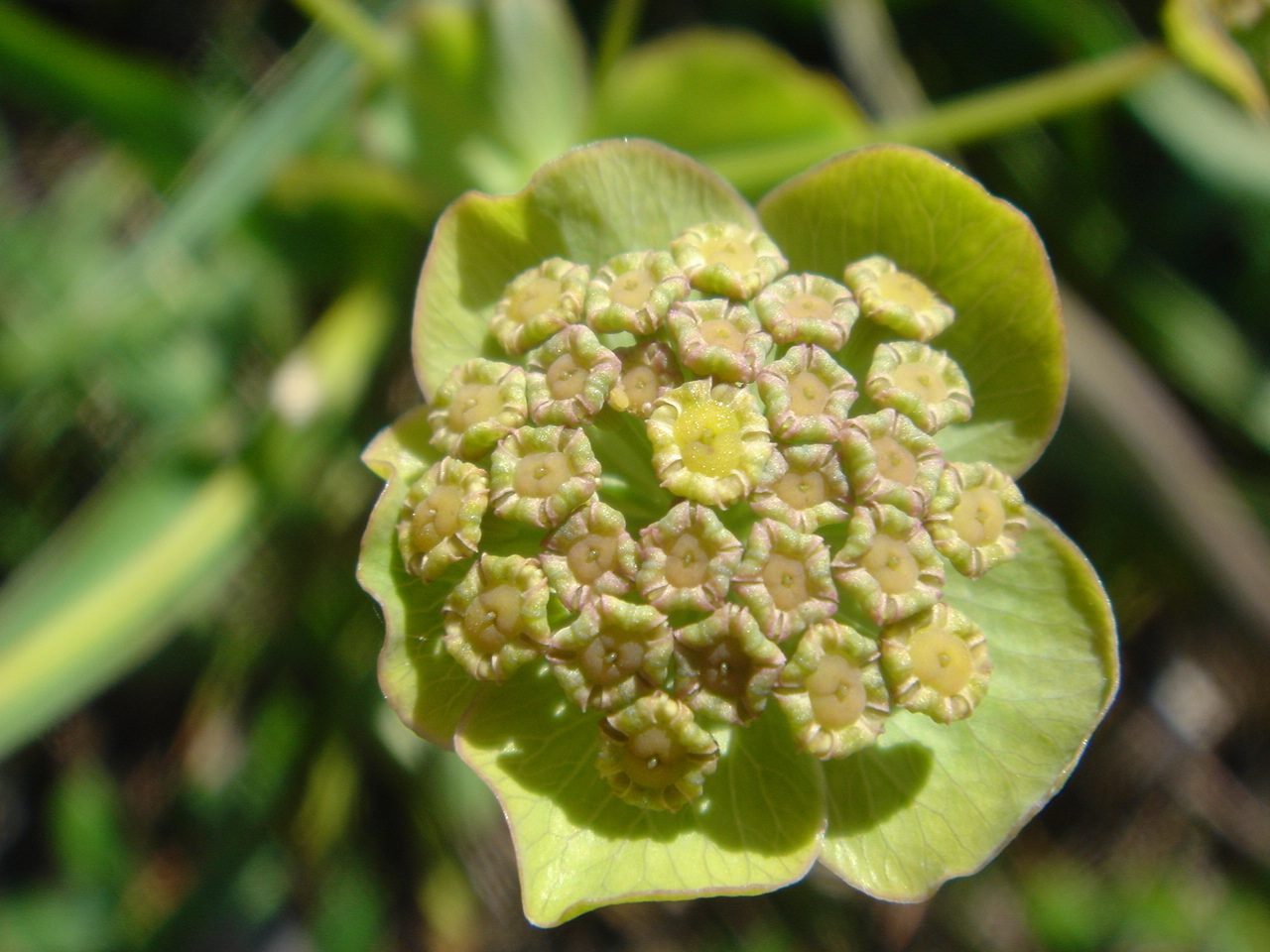